# Praefaunula
Genre
Praefaunula est un genre de papillons de la famille des Nymphalidae et de la sous-famille des Satyrinae.

## Dénomination
Le nom de Praefaunula leur a été donné par Walter Forster en 1964.

## Liste des espèces
- Praefaunula armilla (Butler, 1867) ; présent au Brésil.
- Praefaunula liturata (Butler, 1867 ); présent au Brésil.
- Praefaunula vesper (Butler, 1867)
- Praefaunula sp. ; au Pérou

### Source
- funet